# ژوزف سل کلارک٬ سینیور
 ژوزف سل کلارک٬ سینیور (انگلیسی: Joseph Sill Clark, Sr.؛ ۳۰ نوامبر ۱۸۶۱ – ۱۴ آوریل ۱۹۵۶) یک تنیس‌باز اهل ایالات متحده آمریکا بود.